# Benoît Caranobe
Benoît Caranobe (ur. 12 czerwca 1980 w Vitry-sur-Seine) – francuski gimnastyk, brązowy medalista olimpijski z Pekinu.
Specjalizuje się w wielobojach. Największym osiągnięciem zawodnika jest brązowy medal w wieloboju indywidualnym podczas igrzysk olimpijskich w Pekinie. Jest dwukrotnym medalistą Igrzysk śródziemnomorskich z Pescary.